# Руд-Бардег
Руд-Бардег (перс. رودبرده) — село в Ірані, у дегестані Санґар, у бахші Санґар, шагрестані Решт остану Ґілян. За даними перепису 2006 року, його населення становило 2563 особи, що проживали у складі 715 сімей.

## Клімат
Середня річна температура становить 14,36°C, середня максимальна – 27,85°C, а середня мінімальна – -0,59°C. Середня річна кількість опадів – 1198 мм.
| Клімат поселення                              | Клімат поселення | Клімат поселення | Клімат поселення | Клімат поселення | Клімат поселення | Клімат поселення | Клімат поселення | Клімат поселення | Клімат поселення | Клімат поселення | Клімат поселення | Клімат поселення | Клімат поселення |
| Показник                                      | Січ.             | Лют.             | Бер.             | Квіт.            | Трав.            | Черв.            | Лип.             | Серп.            | Вер.             | Жовт.            | Лист.            | Груд.            |                  |
| Середній максимум, °C                         | 8,24             | 8,98             | 11,91            | 18,04            | 21,84            | 25,66            | 27,85            | 27,83            | 25,10            | 20,94            | 16,33            | 11,96            |                  |
| Середня температура, °C                       | 3,84             | 4,56             | 7,50             | 13,62            | 17,44            | 21,21            | 23,53            | 23,52            | 20,79            | 16,62            | 12,02            | 7,64             |                  |
| Середній мінімум, °C                          | −0,59            | 0,15             | 3,08             | 9,21             | 13,02            | 16,83            | 19,21            | 19,21            | 16,46            | 12,29            | 7,70             | 3,32             |                  |
| Норма опадів, мм                              | 126              | 102              | 90               | 51               | 47               | 32               | 32               | 61               | 127              | 196              | 177              | 157              |                  |
| Середньомісячна швидкість вітру, м/с          | 2.30             | 2.40             | 2.40             | 2.30             | 2.30             | 2.50             | 2.60             | 2.30             | 2.10             | 2.10             | 1.96             | 2.00             |                  |
| Середньомісячна сонячна радіація, кДж/м²·день | 6877             | 8984             | 10984            | 15599            | 19867            | 21886            | 22532            | 19131            | 15723            | 10846            | 8640             | 6611             |                  |
| --------------------------------------------- | ---------------- | ---------------- | ---------------- | ---------------- | ---------------- | ---------------- | ---------------- | ---------------- | ---------------- | ---------------- | ---------------- | ---------------- | ---------------- |
| Джерело:                                      |                  |                  |                  |                  |                  |                  |                  |                  |                  |                  |                  |                  |                  |